# Erwin Panofsky
Erwin Panofsky (Hanôver, 1892 – Princeton, Nova Jérsia, 1968) foi um crítico e historiador da arte alemão, um dos principais representantes do chamado método iconológico, estudos acadêmicos em iconografia.

## Biografia
Discípulo de Aby Warburg, Panofsky graduou-se em 1914 na Universidade de Friburgo, com uma tese sobre o pintor alemão Albrecht Dürer, depois de estudar em várias universidades alemãs.
Em 1916 casou-se com Dora Mosse, também historiadora da arte. Em 1924 aparece a primeira de suas grandes obras: Idea: uma contribuição para a história das ideias na história da arte, em que examina a história da teoria neo-platônica na arte.
Entre 1926 e 1933 foi professor na Universidade de Hamburgo, onde havia começado a lecionar em 1921. Era de ascendência judia e abandonou a Alemanha quando os nazis tomaram o poder em 1933, instalando-se nos Estados Unidos, para onde havia viajado como professor convidado em 1931. Foi professor no Instituto para Estudos Avançados da Universidade de Princeton (1935-1962), mas também trabalhou nas universidades de Harvard (1947-1948) e Nova Iorque (1963-1968).
Para Panofsky a História da Arte é uma ciência em que se definem três momentos inseparáveis do ato interpretativo das obras em sua globalidade: a leitura no sentido fenomênico da imagem; a interpretação de seu significado iconográfico; e a penetração de seu conteúdo essencial como expressão de valores. A arte medieval e do Renascimento (que estudou profundamente), estão definidos em seu livro Renascimentos e Renascimentos na Arte Ocidental.
Foi amigo de Wolfgang Pauli, um dos criadores da física quântica.

### Iconografia e iconologia
Panofsky fazia distinção entre iconografia e iconologia, em Estudos em Iconologia (1939) dando exemplos sobre as diferenças. Ele definiu iconografia como o estudo tema ou assunto, e iconologia o estudo do significado. Ele exemplifica o ato de um homem levantar o chapéu. Num primeiro momento (ICONOGRAFIA) é um homem que retira da cabeça um chapéu, num segundo momento, (ICONOLOGIA) menciona que ao levantar o chapéu educadamente, esse gesto é "resquício do cavalheirismo medieval: os homens armados costumavam retirar os elmos para deixarem claras suas intenções pacíficas". Enfatizando a importância dos costumes cotidianos para se compreender as representações simbólicas.
Em 1939, o livro Estudos em Iconologia, Panofsky detalha suas ideias sobre os três níveis da compreensão da história da arte:
- Primário , aparente ou natural: o nível mais básico de entendimento, esta camada consiste na percepção da obra em sua forma pura. Tomando-se, por exemplo, uma pintura da Última Ceia. Se nós pararmos no primeiro nível, o quadro poderia ser percebido somente como uma pintura de treze homens sentados à mesa. Este primeiro nível é o mais básico para o entendimento da obra, despojado de qualquer conhecimento ou contexto cultural;
- Secundário ou convencional: Este nível avança um degrau e traz a equação cultural e conhecimento iconográfico. Por exemplo, um observador do Ocidente entenderia que a pintura dos treze homens sentados à mesa representaria a Última Ceia. Similarmente, vendo a representação de um homem com auréola com um leão poderia ser interpretado como o retrato de São Jerônimo;
- Significado Intrínseco ou conteúdo (Iconologia): este nível leva em conta a história pessoal, técnica e cultural para entender uma obra. Parece que a arte não é um incidente isolado, mas um produto de um ambiente histórico. Trabalhando com estas camadas, o historiador de arte coloca-se questões como "por que São Jerônimo foi um santo importante para o patrono desta obra?" Essencialmente, esta última camada é uma síntese; é o historiador da arte se perguntando: "o que isto significa"?

Para Panofsky, era importante considerar os três estratos como ele examinou a arte renascentista. Irving Lavin diz que "era esta insistência sobre o significado e sua busca — especialmente nos locais onde ninguém suspeitava que havia — que levou Panofsky a entender a arte, não como os historiadores haviam feito até então, mas como um empreendimento intelectual no mesmo nível que as tradicionais artes liberais".

## Livros

### Obras traduzidas
- A perspectiva como forma simbólica
- Arquitetura Gótica e Escolástica: sobre a analogia entre arte, filosofia e teologia na Idade Média
- Estudos de Iconologia - Temas Humanísticos na Arte do Renascimento
- Idea: a evolução do conceito de belo
- O desenvolvimento do discurso e dos conceitos científicos
- Significado nas Artes Visuais.
- “A caixa de pandora”, com Dora Panofsky. São Paulo: Companhia das Letras, 2009

### Seleção Bibliográfica
- Dürers Kunsttheorie, 1915
- Dürers "Melencholia I", 1923 (with Fritz Saxl)
- Deutsche Plastik des elften bis dreizehnten Jahrhunderts, 1924
- A Late-Antique Religious Symbol in Works by Holbein and Titian, 1926 (with F. Saxl, Burlington Magazine)
- Über die Reihenfolge der vier Meister von Reims, 1927 (Jahrbuch für Kunstwissenschaft, II)
- Das erste Blatt aus dem 'Libro' Giorgio Vasaris, 1930 (Städel-Jahrbuch, VI)
- Hercules am Scheidewege und andere antike Bildstoffe in der neueren Kunst, 1930 (Studien der Bibliotek Warburg, XVIII)
- Classical Mythology in Mediaeval Art, 1933 (with F. Saxl, Metropolitan Museum Studies, IV)
- Codex Huygens and Leonardo da Vinci's Art Theory, 1940
- Albrecht Dürer, 1943 - The Life and Art of Albrecht Dürer (4th ed. 1955)
- Abbot Suger on the Abbey Church of St. Denis and Its Art Treasures, 1946
- Postlogium Sugerianum, 1947 (Art Bulletin, XXIX)
- Style and Medium in the Motion Pictures, 1947 (Critique, Vol. 1 No 3)
- Gothic Architecture and Scholasticism, 1951
- Early Netherlandish Painting: Its Origins and Character, 1953
- Meaning in the Visual Arts, 1955
- The Life and Art of Albrecht Dürer, 1955
- Gothic Architecture and Scholasticism, 1957
- Renaissance and Renascences in Western Art, 1960
- The Iconography of Correggio's Camera di San Paolo, 1961
- Studies in Iconology, 1962 (2nd ed.)
- Tomb Sculpture, 1964 (ed. by H.W. Janson)
- Problems in Titian, Mostly Iconographic, 1964
- Dr. Panofsky and Mr. Tarkington, 1974 (ed. by Richard M. Ludwig)
- Perspective as Symbolic Form, 1991 (first appeared in 1927)
- Three Essays on Style, 1995